# Emmanuel Godfroid
Emmanuel "Manu" Godfroid (n. 16 august 1972, Huy, Valonia, Belgia) este un fost fotbalist belgian, acum antrenor. Antrenează pe RFC Herve II. În Divizia A a evoluat la FC Rapid București între anii 2002-2004 marcând 8 goluri în 52 de meciuri.

## Titluri

### Rapid București
- Divizia A: 2002-03